# كريس مكغاها
كريس مكغاها (بالإنجليزية: Chris McGaha)‏ هو لاعب كرة قدم أمريكية أمريكي، ولد في 21 أكتوبر 1986.